# Diego Laxalt
Diego Sebastián Laxalt Suárez (7 de febrer de 1993) és un futbolista professional uruguaià que actualment juga com a centrecampista esquerrà o ofensiu pel Genoa. És un exponent jove del Defensor Sporting, després d'haver-hi jugat com a juvenil el juliol de 2012.

## Carrera

### Defensor Sporting
Nascut a Montevideo, Laxalt va debutar professionalment l'1 de setembre de 2012 amb el Defensor Sporting en una victòria 4-0 contra els Montevideo Wanderers. El 24 de febrer de 2013, després d'una actuació excel·lent al Campionat sub-20 de futbol de l'Amèrica del Sud, el 2013, va tornar al camp amb la samarreta violeta en un partit fora de casa contra el Nacional, que va guanyar el Defensor 1-0 gràcies al seu gol el minut 11. Va concloure la seva experiència futbolística amb quinze partits disputats i un gol marcat.

### Inter Milan
L'Inter de Milà va fitxar Laxalt el gener de 2013 i el fitxatge es va completar el juliol de 2013. L'aleshores entrenador de l'Inter, Walter Mazzarri, tanmateix, no el va incloure a la gira de la pretemporada. Va estar cedit al Bologna F.C. 1909 tota la temporada.
Després de retornar de la cessió, va ser inclòs a la gira de la pretemporada per Water Mazzarri. El 13 d'agost de 2014, l'Empoli va anunciar que el contracte de Laxalt amb l'Inter de Milà donava dret de contracompra.

### Genoa
El 30 de gener de 2015, va ser cedit al Genoa per divuit mesos amb una clàusula de compra opcional. Va marcar els seus dos primers gols pel club lígur el 28 d'octubre de 2015 en un partit fora de casa contra el Torí, sent el segon gol el de l'empat al minut 94 d'un empat 3-3.
El 30 de juliol de 2016, Laxalt es va unir al Genoa amb un contracte permanent.

## Carrera internacional

### Copa del Món de futbol sub-20 de 2013
Després d'ajudar a classificar-se per la Copa del Món de futbol sub-20 de 2013, va ser convocat per la selecció per aquest campionat. Va debutar el 2 de juny de 2013 en una derrota 1-0 contra Croàcia jugant tots els 90 minuts del partit. La seva primera victòria en la fase de grups va arribar el següent partit, en què Uruguai va guanyar Nova Zelanda 2-0, Laxalt va ser substituït al minut 82 per Gonzalo Bueno.
L'Uruguai també va guanyar l'últim partit de la fase de grups contra l'Uzbekistan 4-0, que va permetre a Laxalt i a la resta de la selecció uruguaiana acabar en segona posició amb sis punts, un menys que el primer, Croàcia. En la segona ronda, en un partit contra Nigèria que va acabar 2-1, va jugar 77 minuts fins que va ser substituït per Gonzalo Bueno. El 6 de juliol, a quarts de final contra Espanya, en què es va arribar a la pròrroga i en què l'uruguaià Felipe Avenatti va marcar l'únic gol del partit al minut 103, Laxalt va jugar tots els 120 minuts i Uruguai es va classificar a les semifinals contra l'Iraq.

### Professional
Laxalt va ser convocat a l'equip uruguaià per la Copa América Centenario per substituir el lesionat Cristian Rodríguez. Va debutar tot el partit contra Irlanda el 4 de juny de 2017. Va ser convocat per la selecció uruguaiana per la Copa Xina el març de 2018.
El maig de 2018 va ser convocat a l'equip de 26 jugadors de la selecció uruguaiana per la Copa del Món de Futbol de 2018 a Rússia.

## Estil de joc
Laxalt és un jugador esquerrà que juga de trequartista. És fort físicament i molt versàtil. Laxalt s'ha descrit a si mateix: "les meves fortaleses són la velocitat i la resistència. Sóc un centrecampista esquerrà que pot jugar en altres posicions". S'ha comparat a si mateix amb la llegenda de l'Inter de Milà, el centrecampista uruguaià Álvaro Recoba.

## Estadístiques de la carrera

### Equip
Actualitzat el 20 de maig de 2018.
| Equip              | Temporada          | Lliga              | Lliga   | Lliga | Copa    | Copa | Europa  | Europa | Altres  | Altres | Total   | Total |
| Equip              | Temporada          | Divisió            | Partits | Gols  | Partits | Gols | Partits | Gols   | Partits | Gols   | Partits | Gols  |
| ------------------ | ------------------ | ------------------ | ------- | ----- | ------- | ---- | ------- | ------ | ------- | ------ | ------- | ----- |
| Defensor Sporting  | 2012–13            | Primera División   | 15      | 1     | 0       | 0    | 0       | 0      | –       | –      | 15      | 1     |
| Bologna (cessió)   | 2013–14            | Serie A            | 15      | 2     | 0       | 0    | –       | –      | –       | –      | 15      | 2     |
| Empoli (cessió)    | 2014–15            | Serie A            | 4       | 0     | 3       | 1    | –       | –      | –       | –      | 7       | 1     |
| Genoa (cessió)     | 2014–15            | Serie A            | 8       | 0     | 0       | 0    | –       | –      | –       | –      | 8       | 0     |
| Genoa (cessió)     | 2015–16            | Serie A            | 35      | 3     | 1       | 0    | –       | –      | –       | –      | 36      | 3     |
| Genoa              | 2016–17            | Serie A            | 36      | 1     | 3       | 0    | –       | –      | –       | –      | 39      | 1     |
| Genoa              | 2017–18            | Serie A            | 32      | 3     | 2       | 1    | –       | –      | –       | –      | 34      | 4     |
| Total al Genoa     | Total al Genoa     | Total al Genoa     | 111     | 7     | 6       | 1    | 0       | 0      | 0       | 0      | 117     | 8     |
| Tota de la carrera | Tota de la carrera | Tota de la carrera | 145     | 10    | 9       | 2    | 0       | 0      | 0       | 0      | 154     | 12    |

### Internacional
Actualitzat el 30 de juny de 2018.
| Uruguai | Uruguai | Uruguai |
| Any     | Partits | Gols    |
| ------- | ------- | ------- |
| 2016    | 2       | 0       |
| 2017    | 1       | 0       |
| 2018    | 6       | 0       |
| Total   | 9       | 0       |